# Topologie d'une cité fantôme
 (novembre 2012).
Topologie d'une cité fantôme est un roman écrit par Alain Robbe-Grillet et publié en 1976.

## Structure
Le texte s'organise en cinq parties nommées "espace" et qualifiées chacune selon leur numéro ordinal, précédées d'un chapitre nommé INCIPIT (sur 5 pages) et suivi d'un chapitre nommé CODA (sur 5 pages également). Chaque espace (à l'exception du second) est divisé en séquences (titrées et numérotées ordinalement à l'intérieur de l'espace). Les séquences du quatrième espace sont décomposées en parties. En plus des répétitions à l'intérieur du texte, la plupart des espaces correspond à des "recyclages" de textes déjà publiés.

## Éditions
- Topologie d'une cité fantôme, éditions de Minuit, 1976,  (ISBN 2-7073-0071-3)